# Hoplobatrachus
Hoplobatrachus — рід земноводних підродини Dicroglossinae родини Dicroglossidae. Має 6 видів. Інша назва «тигрова жаба».

## Опис
Загальна довжина представників цього роду коливається від 10 до 18 см. Голова коротка, морда загострена, майже трикутна. У самців є пара горловий резонаторів. Тулуб масивний та товстий. На шкірі присутні складки різного розміру. Кінцівки сильні, особливо задні, з витягнутими пальцями, що мають перетинки. Забарвлення коричневого, оливкового, бурового кольору з різними відтінками. По основному фону проходять численні плямочки, які за малюнком нагадують тигра. Звідси походить інша назва цих земноводних.

## Спосіб життя
Полюбляють тропічні та субтропічні місцини, савани, узбережжя різних водойм. Активні вночі. Живляться різними безхребетними, гризунами, дрібними плазунами, молодими жабами.
Це яйцекладні амфібії.

## Розповсюдження
Мешкають на південь від пустелі Сахари, від Афганістану, Пакистану, Індії, Шрі-Ланки до південного Китаю.

## Види
- Hoplobatrachus crassus (Jerdon, 1854)
- Hoplobatrachus litoralis Hasan, Kuramoto, Islam, Alam, Khan, and Sumida, 2012
- Hoplobatrachus occipitalis (Günther, 1858)
- Hoplobatrachus rugulosus (Wiegmann, 1834)
- Hoplobatrachus salween Thongproh, Chunskul, Sringurngam, Waiprom, Makchai, Cota, Duengkae, Duangjai, Hasan, Chuaynkern & Chuaynkern, 2022
- Hoplobatrachus tigerinus (Daudin, 1802)